# Cadogan (Alberta)
Pour les articles homonymes, voir Cadogan.
Cadogan est un hameau (hamlet) de Provost No 52, situé dans la province canadienne d'Alberta.

## Démographie
En tant que localité désignée dans le recensement de 2011, Cadogan a une population de 112 habitants dans 43 de ses 46 logements, soit une variation de -15.2% avec la population de 2006. Avec une superficie de 0,777 4 km2, le hameau possède une densité de population de 144,070 0 hab/km2 en 2011.
Concernant le recensement de 2006, Cadogan abritait 132 habitants dans 48 de ses 51 logements. Avec une superficie de 0,777 3 km2, le hameau possédait une densité de population de 169,8 hab/km2 en 2006.